# Wangunjaya (Cigemblong)
Wangunjaya is een bestuurslaag in het regentschap Lebak van de provincie Banten, Indonesië. Wangunjaya telt 1993 inwoners (volkstelling 2010).